# Kanamara Matsuri
Kanamara Matsuri és un festival de la fertilitat xintoista que se celebra al Japó en què s'adora un penis de ferro.